# Miryam Gallego
Pour les articles homonymes, voir Gallego.
Miryam Gallego, née en mars 1976 à Orense, est une actrice espagnole originaire de Galice.

## Biographie
Miryam Gallego joue le rôle de Merche dans la série télévisée Hospital central de Telecinco et devient célèbre pour être l'une des protagonistes de la série à succès L"Aigle rouge.
Au cinéma, elle joue notamment dans le film La voz dormida de Benito Zambrano  qui évoque le rôle des femmes dans la guerre d'Espagne et la dictature franquiste.
Myriam Gallego est à l'affiche du film Romeria de Carla Simón, sélectionné au Festival de Cannes 2025.

## Filmographie notable
- 2011 : La voz dormida de Benito Zambrano[5]
- 2025 : Romeria de Carla Simón